# Schieben
Schieben ist ein Ortsteil von Bad Kösen, einem Stadtteil der Stadt Naumburg (Saale) im Burgenlandkreis in Sachsen-Anhalt.

## Lage
Schieben ist ein Ort östlich der Saale und der Grenze zwischen Thüringen und Sachsen-Anhalt. Die Gemarkung liegt auf einer Etage der Saaleniederung, begrenzt von Anhöhen der Saalehänge. Danach beginnt der Übergang zu den überlössten Ackerstandorten der Molauer-Platte. Die Kreisstraße 2637 verbindet den Ort verkehrsmäßig mit dem Umland.

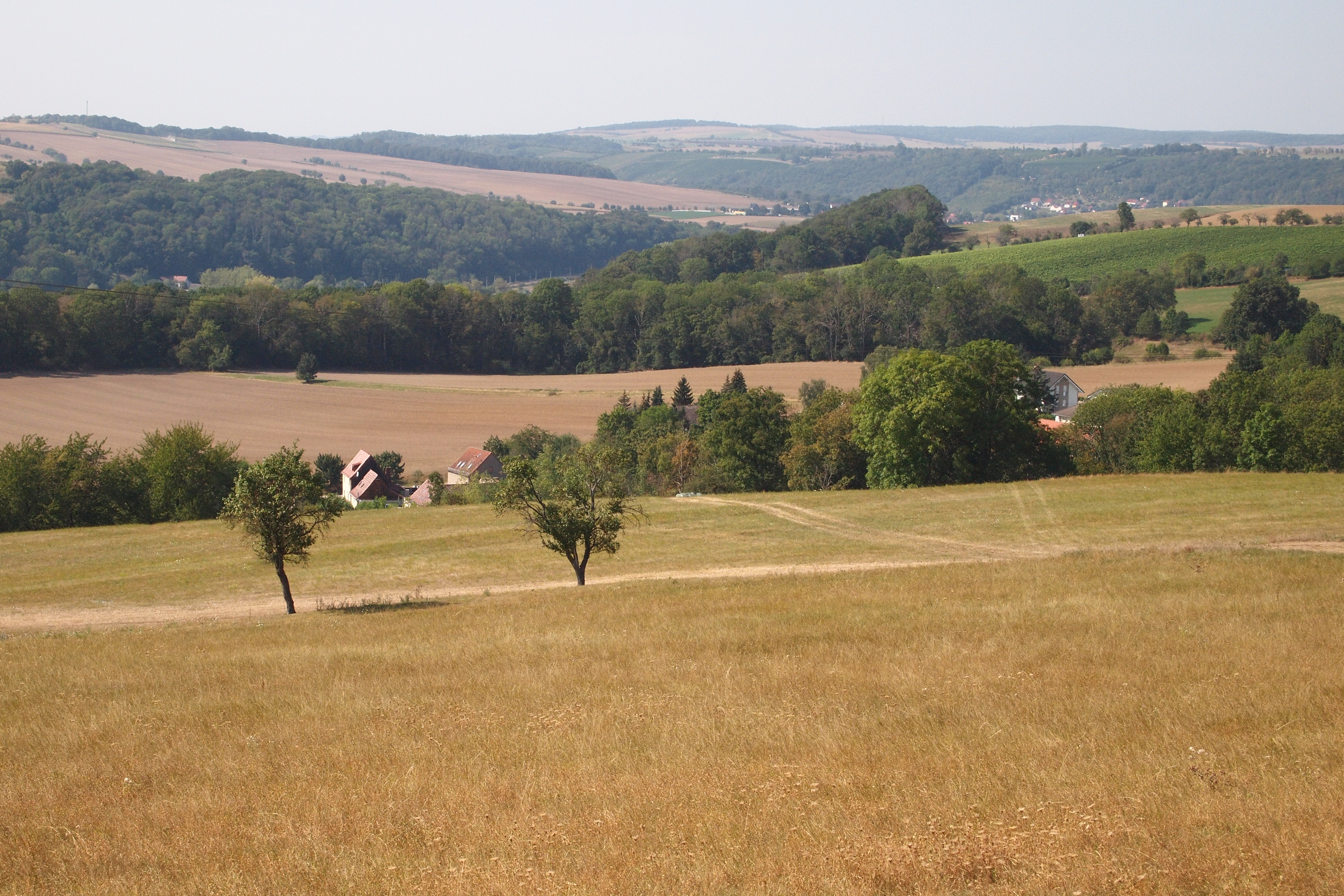
Blick auf den mittleren Dorfteil von der Hochfläche aus

## Geschichte
Schieben wurde 1330 erstmals urkundlich erwähnt. Ursprünglich bestand das Dorf nur aus dem heutigen Mitteldorf. Das heutige Unterdorf ist höchstwahrscheinlich der Rest des Dorfes Weinecke. Das Oberdorf entstand Ende des 18. Jahrhunderts mit dem Bau des Vorwerks. Am 17. Oktober 1794 wurde in Schieben der legendäre Wirt der Rudelsburg Gottlieb Wagner geboren.
Im Mitteldorf befand sich das Rittergut, welches einem häufigen Besitzerwechsel unterlegen war. Lehnsherren waren ursprünglich die Bischöfe von Naumburg und die Markgrafen von Meißen, später übten die aus den Markgrafen hervorgegangenen Herzöge von Sachsen die Lehnshoheit aus. Seit dem 18. Jahrhundert wurde das Rittergut verpachtet und Ende des Jahrhunderts verkauft.
Südlich des Dorfes befand sich wahrscheinlich einst eine Burganlage, worauf Unebenheiten im Gelände, die nicht auf natürliche Ursachen zurückgeführt werden, sowie Lehmfunde und die Flurbezeichnung „Schloss“ hindeuten.
Der Ort Schieben gehörte seit dem 14. Jahrhundert zum wettinischen Amt Camburg, welches aufgrund mehrerer Teilungen im Lauf seines Bestehens unter der Hoheit verschiedener albertinischen und Ernestinischer Herzogtümer stand. Für die Zeit um 1420 sind erstmals Hausbesitzer namentlich benannt. 1826 kam der Ort als Teil der Exklave Camburg vom Herzogtum Sachsen-Gotha-Altenburg zum Herzogtum Sachsen-Meiningen. 1920 kam Schieben zum Land Thüringen. Von 1922 bis 1939 gehörte der Ort zur Kreisabteilung Camburg, anschließend bis 1948 zum thüringischen Landkreis Stadtroda, danach kurzzeitig zum Landkreis Jena.
Bei der Gebietsreform von 1952 in der DDR kam der Ort an den Kreis Naumburg im Bezirk Halle, wodurch seine Zugehörigkeit zu Thüringen endete. Am 1. Januar 1993 wurde der Ort in Bad Kösen und im Januar 2010 in Naumburg eingemeindet. Im Jahre 2012 lebten im Dorf 75 Personen.
Am untersten Ende des Dorfes befand sich das Fährhaus, dessen Bewohner den Fährbetrieb über die Saale sicherzustellen hatten. Später wurde das Haus in ein Gasthaus „Zum Blauen Hecht“ umgebaut.

## Sonstiges
Als Folge starker Trockenheit versiegte im Sommer 1912 für einige Tage die Quelle am Ortsrand. Während der Besichtigung wurde eine Tropfsteinhöhle im Inneren des Berges entdeckt, in der sich auch ein kleiner See befindet.